# Conversación galante
Conversación galante, cuadro conocido anteriormente como La amonestación paterna es una conocida obra del pintor neerlandés Gerard ter Borch. Se trata de un óleo sobre lienzo que mide 71 cm de alto y 73 cm de ancho. Fue pintado hacia 1654 y se encuentra en el Rijksmuseum, de Ámsterdam, Países Bajos. Durante muchos años fue conocido como «La amonestación (o admonición) paterna» porque se creía que mostraba a un padre riñendo a su hija. Los estudiosos modernos, sin embargo, ven la escena como una conversación entre dos personas que pueden llegar a ser amantes, bien una discusión de compromiso o, más probablemente, un cliente que hace una proposición a una prostituta en un burdel.
La pintura representa a un hombre hablando con una mujer joven. La mujer está vestida con un exquisito vestido de satén plateado que inmediatamente capta la atención del espectador hacia ella como el foco de la escena, mientras que el hombre va vestido de militar y tiene un sombrero muy ornamentado en su regazo. Cerca del hombre se sienta una mujer vieja que está bebiendo vino, probablemente la alcahueta, aparentemente desinteresada en la conversación entre el hombre y la muchacha. Al lado de la chica hay una mesa con una vela encendida, un espejo, una borla para empolvar, peines y una cinta, todo ello alusivo a la lujuria. Detrás de la silla del hombre, se puede ver un perro desaliñado, y hacia el fondo de la pintura hay una cama enorme con dosel, cerrado.